# Valanga del Pavillon
La valanga del Pavillon (pron. fr. AFI: [pavijɔ̃]), conosciuta anche come la tragedia del Pavillon, è stato un tragico evento avvenuto intorno alle 11.45 del 17 febbraio 1991.

## Descrizione
Una valanga staccatasi a tremila metri di altitudine ed avente un fronte di circa 400 metri, si abbatté a oltre 200 chilometri all'ora su un gruppo di sciatori lungo la pista da sci del Pavillon, sul versante italiano del Monte Bianco di Courmayeur, uccidendo dodici persone: Anna Albertoni, Maurizio Astioni, Ivano e Maurizio Bottaro, Ignazio Bruno, Francesco Gatti con la figlia Giuditta di 2 anni, Jacopo Malagugini, Bruno Musi, Marco Rocca, Paolo Simonato e Vera Zara.